# Patrice Héral

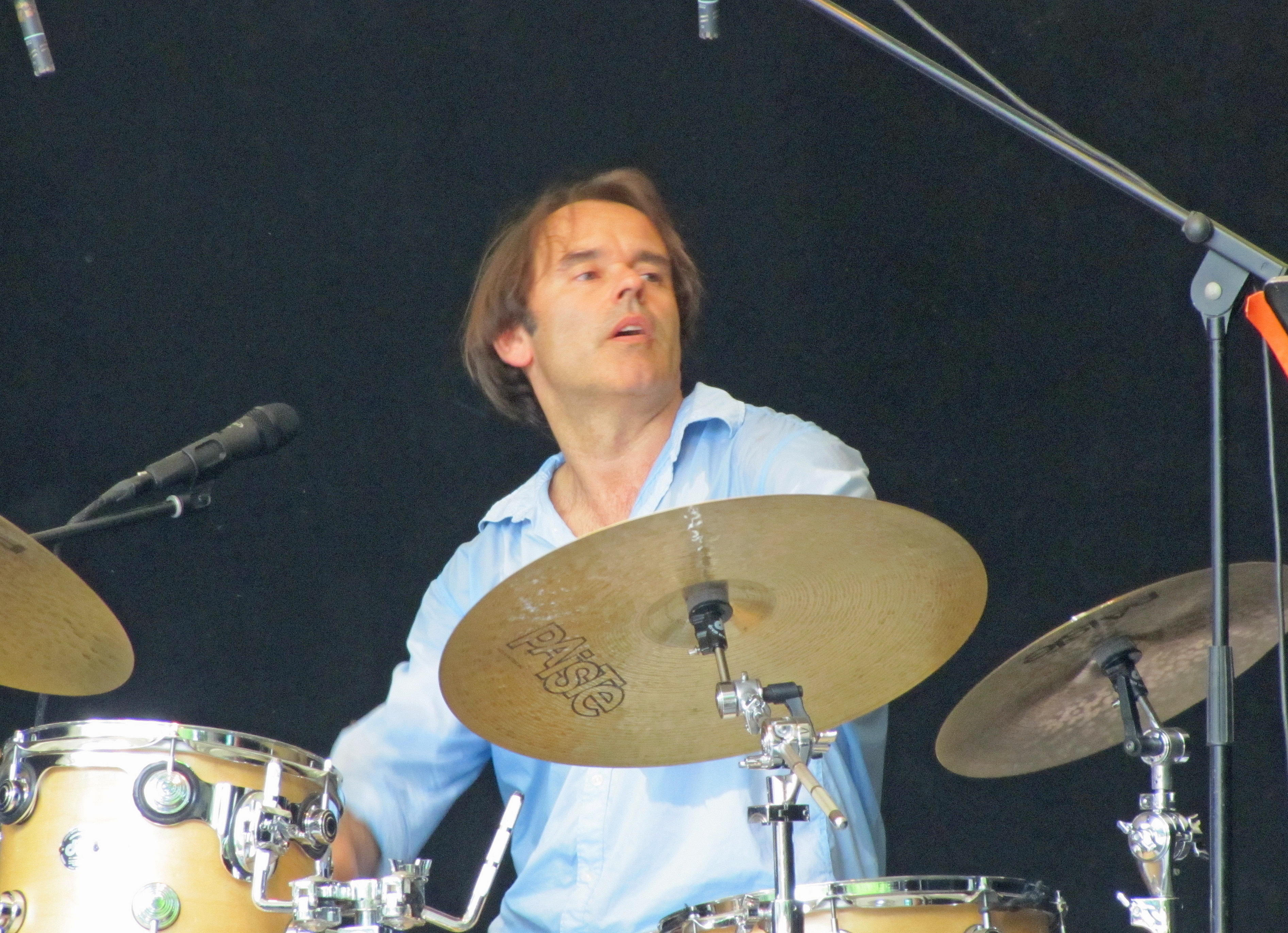
Patrice Heral in Frankfurt am Main (2010)

Patrice Héral (Montpellier, 1965) is een Franse jazz-drummer.

## Biografie
Héral, grotendeels een autodidact, kreeg les van Alain Joule en Barre Phillips. Tot 1990 werkte hij o.a. met de straattheatergroep Compagnie Malabar Paillasson en de groep Tropique du Cancer. In 1990 ging hij in Wenen werken. Hij trad hier op met de saxofonist Georg Graf (in Theater im Kopf), begeleidde er met accordeonist Otto Lechner (waarmee hij de Wiener Zieharmoniker oprichtte) de cabaretiers Josef Hader en Otto Grünmandl. Tevens werkte hij er samen met musici als Max Nagl, João de Bruçó, Toni Burger, Paul Urbanek, Karl Sayer, Bumi Fian, Andy Manndorff, Stephan Aschböck, Joanna Lewis, Leszek Zadlo en Alegre Corrêa. Met Nicolas Simion, Tomasz Stańko en Ed Schuller nam hij twee albums op.
Hij werkte mee aan multi-etnische projecten (met Abdel Karim al Khâbli en zangeres Timna Brauer) en toerde in 1994 in Rusland met zangeres Sainkho Namtchylak. Sinds 1992 werkt hij met de Italiaanse zangeres Etta Scollo.
In de jaren 90 verdeelde hij zijn tijd tussen Wenen, Berlijn, Oslo en zijn geboortestad en werkte hij o.a. met Gérard Pansanel, Doudou Gouirand, Frédéric Monino, Michel Marre, Terje Rypdal, Tore Brunborg, Kirsten Brattenberg, Nguyên Lê, Renaud Garcia-Fons, Wolfgang Puschnig, Dhafer Youssef, Antonello Salis, Furio Di Castri, Paolo Fresu, Tom Cora, Iva Bittová, Wolfgang Muthspiel, Michel Portal, Chano Domínguez, Charlie Mariano, Ferenc Snétberger, Steve Swallow, Ralph Towner, John Taylor en Maria Pia De Vito samen. Verder werkte hij in een trio met Arild Andersen en Markus Stockhausen, alsook in een trio met dezelfde Andersen en Carsten Dahl. In de periode 2005-2007 was hij lid van het Orchestre National de Jazz onder leiding van Franck Tortiller. Met John Wolf Brennan, Tscho Theissing, Arkady Shilkloper en Georg Breinschmid speelde hij in het ensemble Pago Libre.

## Discografie (selectie)
- Basstronaut met Paul Urbanek, Oliver Gattringer, Andy Bartosh, Woody Schabata en Ines Reiger
- Denise Fontoura met  Denise Fontoura, Alegre Corrêa, Paul Urbanek, Oliver Gattringer en Andy Bartosh, 1994
- Daily Bullet met Max Nagl, Wolfgang Reisinger, Burkhard Stangl, Jonathan Bepler en Josef Novotny 1996
- Still - Weihnachtslieder, met Klaus Trabitsch en Otto Lechner, Adula Ibn Quadr, Peter Rosmanith, Herbert Reisinger, Georg Graf, Dhafer Youssef, Nicky Eggl, Toni Burger, Hans Christian Tschiritsch, Metin Meto en Christoph Petschina 1996
- Toni Stricker: Horizonte met Frank Tepel, Michael Hintersteininger, Esmail Vasseghi, Fritz Beyer en Gerti Winkelbauer-Zourek, 1997
- Alegre Corrêa: Terra mágica met Pedro Tagliani, Robert Friedl, Gabriela Nascimento-Corrêa, Laurinho Bandeira en Robert Riegler, 1997
- Coollikamoddafokka met Roland Guggenbichler, Willi Langer, Silvio Berger, Harald Ganglberger, Anton Mühlhofer en Oliver Gattringer, 1998
- "Triangulation" met Christy Doran en John Wolf Brennan
- Markus Stockhausen Joyosa met Ferenc Snétberger en Arild Andersen, 2004
- Markus Stockhausen Electric Treasures met Vladislav Sendecki, Arild Andersen, 2008
- „Pago Libre Sextett: platzDADA!“ met Agnes Heginger, Tscho Theissing, John Wolf Brennan, Arkady Shilkloper en Georg Breinschmid, 2008 - (Deutscher Schallplattenpreis 2009)
- Michel Godard Le Concert des Parfums met Sébastien Marq, Gavino Murgia, Gérard Marais, 2009